# Arcipelago Campano

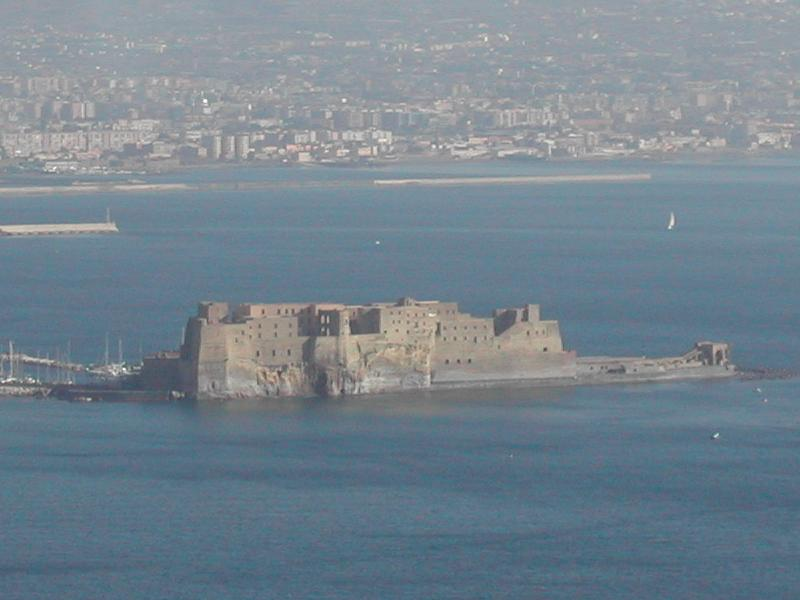
Napoli: isolotto di Megaride con il Castel dell'Ovo

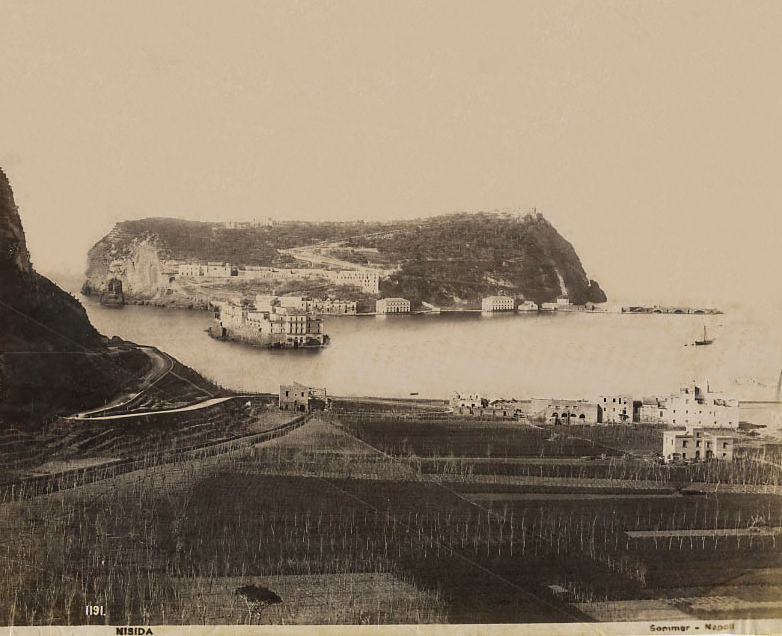
L'isola di Nisida e l'antistante isolotto del Lazzaretto in una vecchia foto di Giorgio Sommer anteriore al 1914

L'Arcipelago Campano (anche detto Napoletano o Partenopeo) è un arcipelago formato da un gruppo di cinque isole situate ai margini del golfo di Napoli, nel Mar Tirreno.
Fino al 1934 tra le Isole Campane (o Napoletane) si includevano anche le isole Ponziane (che prima dell'istituzione della provincia di Latina si trovavano in Campania, in provincia di Napoli); oggi per riferirsi al complesso delle isole Partenopee e a quelle Pontine si utilizza talvolta la forma "arcipelago pontino-campano".

## Descrizione
All'interno dell'arcipelago è possibile individuare un gruppo più ristretto, denominato isole flegree, dalle comuni caratteristiche geologiche, di fatto simili a quelle dei Campi Flegrei.
Le isole principali, in ordine di estensione, sono:
- Ischia (la più grande), divisa in 6 comuni: Ischia, Casamicciola Terme, Lacco Ameno, Forio, Serrara Fontana e Barano d'Ischia;
- Capri, divisa nei comuni di Capri e Anacapri;
- Procida, comune omonimo;
- Vivara, parte del comune di Procida;
- Nisida, parte del comune di Napoli.

Vi sono poi ancora delle isolette minori, tra cui vanno ricordate:
- l'isolotto del Castello Aragonese di Ischia fuori Ischia Ponte;
- l'isolotto di San Martino nel comune di Monte di Procida;
- l'isolotto della Gaiola alla punta estrema di Posillipo, oggi compreso nel Parco sommerso di Gaiola;
- l'isolotto di Megaride, su cui si trova il castel dell'Ovo, a Napoli;
- lo scoglio di Rovigliano (già Revigliano), nei pressi della foce del fiume Sarno, tra i comuni di Torre Annunziata e di Castellammare di Stabia;
- a Capri i famosi tre Faraglioni (chiamati "di terra", "di mezzo", "di fuori"), e poi lo scoglio del Monacone a poca distanza da essi;
- le tre isole de Li Galli (il Gallo lungo, la Castelluccia, la Rotonda), sulla costiera amalfitana;
- lo scoglio di Vetara (anche detto Vivaro), posto 3 km ad ovest de Li Galli.
- lo scoglio di Isca, famoso per essere stato per molti anni il luogo ritiro di Eduardo De Filippo.
- lo scoglio di Scruopolo, a pochi chilometri di distanza da quello di Isca.
- l’isola Pennata nel comune di Bacoli.

Tra le isole scomparse a Napoli, vanno ricordate:
- l'isolotto del Lazzaretto (un tempo chiamato isolotto del Coppino o Chiuppino), posto fra l'isola di Nisida e la terraferma, oramai inglobato quale slargo nella strada di collegamento: lo si riconosce in vecchie stampe e in foto anteriori al 1934, anno in cui fu realizzata la strada-ponte;
- l'isolotto di San Leonardo, a Napoli, corrispondente all'attuale Rotonda Diaz in via Caracciolo: in vecchie immagini e stampe lo si riconosce ancora caratterizzato dall'omonima chiesetta;
- l'isolotto di San Vincenzo, inglobato nel 1596 nel nuovo molo del porto di Napoli realizzato da Domenico Fontana; fino allora sull'isolotto era posto il vecchio faro costruito dagli Angioini chiamato "Torre di San Vincenzo", come si vede sulla famosa Tavola Strozzi.